# Jul på Sverige
Jul på Sverige var SVT:s Jullovsmorgon som sändes varje dag 24 december 1974 till 1 januari 1975. Första avsnittet var förmodligen ungefär två timmar långt; de andra avsnitten en timme. Jan Bergquist var programledare.
Följande inslag ingick:
- Bamse: de sju färgfilmerna från 1972, samt två de två första svartvita filmerna från 1966; Världens starkaste björn och Skalmans märkliga bil.
- Yogis gäng, tecknat från Hanna-Barbera Productions
- Manne af Klintberg berättar en spökhistoria, både med tal och teckenspråk

I första delen ingick även några scener från James Bond-filmen Mannen med den gyllene pistolen.